# Zenon Rychter
Zenon Rychter – doktor habilitowany nauk technicznych inżynier, profesor nadzwyczajny Wydziału Architektury Politechniki Białostockiej, specjalista w zakresie teorii konstrukcji budowlanych.

## Życiorys
W 1989 na podstawie dorobku naukowego oraz rozprawy pt. Dokładność technicznych teorii płyt i powłok uzyskał na Wydziale Inżynierii Lądowej Politechniki Gdańskiej stopień doktora habilitowanego nauk technicznych w dyscyplinie budownictwo specjalność statyka i dynamika konstrukcji.
Został profesorem nadzwyczajnym Wydziału Architektury Politechniki Białostockiej w Zakładzie Technicznego Wspomagania Projektowania oraz w Katedrze Architektury Mieszkaniowej. Pełnił funkcję kierownika Zakładu Technicznego Wspomagania Projektowania na tym wydziale.